# 杜镐
杜镐（938年—1013年），字文周，常州无锡人，北宋大臣，南唐虞部员外郎杜昌业之子，曾为徐铉门生。杜镐学识渊博，南唐时期以明经科中举，曾帮助身为法官的哥哥判案。南唐被北宋消灭后，担任千乘县主簿。宋太宗时期，当地人因为他有才能而推荐他，杜镐又担任了国子监丞、崇文院检讨、殿中丞、国子博士，受李至推荐任秘阁校理，后任虞部员外郎、驾部员外郎，后在秘阁就职，参与编修《太祖实录》和《册府元龟》。后升任右谏议大夫、龙图阁直学士。澶州之战前夕，随宋真宗出征，因恰逢懿德皇后忌日，与行军时的鼓吹之礼疑似有冲突，杜镐以“武王载木主伐纣，前歌后舞”为理由解决了相关争议。宋真宗展开天书封祀前曾前往秘阁咨询杜镐，杜镐无意中促成真宗下定决心。1010年（大中祥符三年），任工部侍郎。儿子杜渥为大理寺丞。